# Sport 1
Sport 1 è stato un canale televisivo italiano gratuito edito da GM Comunicazione S.r.l. e dedicato al calcio e agli altri sport. Trasmetteva alcuni programmi del canale Automoto TV.

## Storia
Il canale era visibile sul digitale terrestre all'LCN 61 a partire dal 9 luglio 2015, a seguito dell'acquisto da parte dell'editore GM Comunicazione (Gold TV) delle posizioni 60, 61 e 62 da LT Multimedia e dall'azienda associata Sitcom. Oltre a mantenere il marchio Nuvolari (LCN 60), Gold TV creò al posto delle emittenti provvisorie Canale 61 e Canale 62 i nuovi Sport 1 (LCN 61) e Sport 2 (LCN 62) per migliorare e completare l'offerta. Alcuni programmi dei due canali sono prodotti dalla redazione di Estenews, Medianews e altroStudio.
Il 5 agosto 2015 con la chiusura di Sport 2, sostituito all'LCN 62 da Nuvolari, la programmazione si è arricchita con alcuni programmi di RadioRadioTV provenienti dal canale: la collaborazione è terminata il 1º ottobre.
Dal 24 agosto 2015 la rete ha iniziato a trasmettere la nuova edizione de Il processo di Biscardi.
Ad ottobre 2015 acquista i diritti TV di tutte le partite dell'Umana Reyer Venezia, la Serie A (calcio femminile) e la UEFA Women's Champions League.
Il 14 marzo 2016 il canale cessa le trasmissioni: Nuvolari trasloca sulla LCN 61 e ne eredita tutte le produzioni.

## Programmi andati in onda
- Il processo di Biscardi (in diretta)
- La Partita Perfetta (in diretta)
- I football - Italian Football Talent (in replica)
- Italia Motori (in replica)
- Superstars Series rewind (in replica)
- IndyCar Series 2005-2008 rewind (in replica)
- Triathlon in TV (in replica)
- Bike Show TV (in replica)
- Yester Bike (in replica)
- RadioRadio-Lo Sport (in replica)
- RadioRadio Mattino-Sport&News (in diretta)
- SportDay TG (in replica)

### Programmi prodotti da Automoto TV
- Automoto TV News (in replica)
- Classic Garage (in replica)
- Shakedown (in replica)
- Magazine ACI Sport (in replica)
- Garage School TV (in replica)

### Programmi prodotti da Estenews, MediaNews e altroStudio
- Rabona (in diretta)
- SportNews (in replica)
- BZona (in replica)
- altroStudio Sport (in diretta)
- Zona Milan (in replica)
- Zona Juventus (in replica)
- Zona Inter (in replica)
- Terminal 1 (in replica)

### Eventi sportivi di cui Sport 1 deteneva i diritti
- Gare Eurocup Umana Reyer Venezia
- Serie A (calcio femminile)
- UEFA Women's Champions League